# Kamil al-Arabi
Kamil al-Arabi (Kamel Larbi, ar. كامل العربي ;ur. 5 marca 1976) – algierski, a od 2007 roku kanadyjski judoka. Olimpijczyk z Atlanty 1996, gdzie zajął 21. miejsce wadze ciężkiej.
Startował w Pucharze Świata w 1995. Piąty na mistrzostwach panamerykańskich w 2007. Brązowy medalista igrzysk afrykańskich w 1995. Zdobył trzy złote medale mistrzostw Afryki w 1996 i 1997 roku.

## Letnie Igrzyska Olimpijskie 1996
| Konkurencja | Eliminacje           | Klas. końcowa |
| Konkurencja | Przeciwnik I         | Miejsce       |
| ----------- | -------------------- | ------------- |
| +95 kg      | Eric Krieger (AUT) P | 21.           |